# 土佐道路
土佐道路（とさどうろ）は、高知県高知市内を通る国道56号(国道197号重複)のバイパス道路である。

## 概要
- 起点：高知市桟橋通三丁目[1]
- 終点：高知市朝倉[1]
- 延長：8.1km[1]
- 規格：第4種第1級[1]
- 車線数：完成4車線、6車線[1]
- 道路幅員：40.0m、38.0m、32.0m、24.0m[1]
- 車線幅員：3.5m[1]
- 設計速度：60km/h[1]

## 沿革
土佐道路としての区間は、高知市桟橋通三丁目交差点から同市朝倉（荒倉交差点）までである。この道路は早くから慢性化していた同市中心部の渋滞緩和、並びに鏡川右岸地域の都市開発を目的として建設された。
1971年（昭和46年）事業着手。
1972年（昭和47年） 用地着手。
1976年（昭和51年）工事着手。
2002年 全線開通。ただし途中の筆山トンネルを介する桟橋通三丁目～大原町の区間は暫定2車線道路として供用。
2005年 年初頃には、高知市中宝永町交差点(国道32号との交差点)から桟橋通三丁目交差点までの区間も国道56号に編入された。これにより、同市曙町一丁目で国道33号から分岐し、JR朝倉駅前を経由して荒倉交差点に向かっていた片側1車線の旧ルートは、曙町一丁目～針木東町間が高知県道38号高知土佐線に、針木東町～荒倉交差点間が高知市道にそれぞれ変更された。
2007年6月 上り線となる新筆山トンネルの供用を開始。これにより大原町から百石町までの区間が拡幅され、片側2車線道路として供用された。また、同時期に河ノ瀬交差点での渋滞解消のために河ノ瀬高架橋も供用された。新筆山トンネル(上り側)は当初2004年に供用開始予定であったが、トンネル掘削前のボーリング調査でトンネル掘削に不向きな地盤区間が見つかったためルート変更を余儀なくされ、開通が遅れた経緯がある。

## 路線データ
- 路線区間:(起点)高知県高知市桟橋通3丁目交差点 (終点)同県同市朝倉戊[1]
- 路線距離:8.1km[1]
- 路線車線:片側2車線、片側3車線[1]